# オーストラリア記念館
オーストラリア記念館（オーストラリアきねんかん）は、三重県四日市市にあった観光・イベント施設。1970年（昭和45年）に開かれた日本万国博覧会（大阪万博）のオーストラリア館が、シドニー港と四日市港の姉妹港提携 (1968年) のシンボルとして移設されたものである。オーストラリア関連資料、愛・地球博（愛知万博）で展示された巨大なカモノハシの模型が主要な展示物であった。円形ホールは多目的貸ホールとしても使われていた。恐竜の首にたとえられる、片持梁（スカイフック）がワイヤーネットによって、屋根をつるしている特徴的なデザインであり、設計はジェームズ・マコーミック（James McCormick）が行った。デザインは葛飾北斎の『神奈川沖浪裏』をヒントにしたともされる。

## 施設の概要
「将来永久に日豪親善のモニュメントとして活用する」ために大阪万博会場から四日市へ移設されたものであった。愛・地球博の目玉展示であったカモノハシを受け入れたり、日豪交流年に合わせて開かれた「2006オーストラリアフェア」（2006年10月21日・22日）の会場になったりと日豪交流の場として利用されることもあったが、格闘探偵団バトラーツや大日本プロレスなどのプロレスリング興行会場として多く利用されていた。2000年（平成12年）2月にはミル・マスカラスが来館している。
三重県庁や四日市市役所、四日市港管理組合などが出資する、財団法人日本万国博オーストラリア記念館が運営し、施設管理は四日市市文化まちづくり財団が行っていた。休館日は月曜日と祝日の翌日で、展示館の入館料は無料であったが、2011年（平成23年）度の入館者数は6,626人と低迷していた。唯一の収入源はホールの貸し出し料金であった。その使用料金は、周辺の運動施設に比べて低く抑えられていた。
独立行政法人日本万国博覧会記念機構（大阪府吹田市、2014年3月限りで解散）によると、大阪万博は76の国や地域が参加して開催され、外国パビリオンのうちで少なくとも23施設では全体やその一部移設されている。それらの中で、2012年当時現存していた建造物中オーストラリア記念館は最大規模のものであった。
万博のオーストラリア館は、「人類の進歩と調和に対するオーストラリアの貢献」をテーマとした展示施設であり、葛飾北斎の版画（神奈川沖浪裏）にインスピレーションを得て設計された建築物であった。

## 館内構造
高さ39メートルのスカイフック部分を展示スペース、円形のホール部分を多目的ホールとして利用していた。プロレス興行の際はホールに500 - 1,000人程度収容可能であった。

## 歴史
1970年（昭和45年）5月8日、オーストラリアの首相ジョン・ゴートンは、大阪万博のオーストラリアデーのレセプションの席で、「オーストラリアパビリオンを万博終了後、三重県に譲りたい」と発表、一週間後の5月15日にオーストラリア政府から三重県知事宛てに正式な書簡が届き、オーストラリア館を譲渡する用意があると伝えた。さらに5月30日、フリース駐日大使が「オーストラリア館を置く場所としては、日本とオーストラリアとの間に理解の橋を架けるのに努力し援助された四日市以外に適当な場所はない」とスピーチを行った。これを受けて三重県は四日市港に移設することが技術的に可能か、オーストラリア政府およびオーストラリア館を施工した清水建設に確認を取り、9月4日に三重県を訪問したオーストラリア政府団にオーストラリア館を譲受する決定をしたとの書簡を託した。移築に当たり、「オーストラリア館移設準備委員会」が設置され、11月12日に会合を開いた。その後、同委員会により約4億円の移設費用の募金活動が行われた。そして1973年（昭和48年）4月に移設が完了した。
1990年代には現存する数少ない大阪万博の展示館となり、1998年（平成10年）時点で雨漏りが発生するなど老朽化が進んでいた。そして2006年（平成18年）4月1日、移設以来初となる改装を行って再開館、愛・地球博のオーストラリア館の展示物を新たに迎え、テコ入れを行った。同年度の入館者数は29,736人で最高を記録した。

### 施設の廃止
施設の廃止に関しては、1998年（平成10年）に朝日新聞が四日市市経済観光課長に取材したところ「廃止も含め、検討する時期にきていると思う」とコメントするなど以前からあった。議論が加速したのは、国の財団法人の制度改革によって運営団体の「財団法人日本万国博オーストラリア記念館」が公益財団法人にも一般財団法人にも移行できる条件を備えていないことから2013年（平成25年）11月30日をもって解散することになったためである。これに伴い、財団は出資団体に記念館の引き継ぎを打診し、三重県庁と四日市港管理組合がまず拒否を表明した。記念館の管理を受託する四日市市文化まちづくり財団も引継ぎを拒否した。四日市市だけは2013年5月時点で結論を出せずにいた。
四日市市は2013年6月18日の四日市市議会産業生活常任委員会の場で、引き取った場合に耐震補強や老朽対策費が約1億3860万円（財団法人日本万国博オーストラリア記念館の残余財産は1億1000万円）かかり、さらに施設維持費が年間300万円かかることから難色を示したが、委員から施設の希少性を理由に反対意見があり、結論は先送りされた。同年7月2日、四日市市長の田中俊行は存続が厳しいことを改めて表明、跡地に記念碑（中日新聞2013年7月17日朝刊によれば『レプリカ』）を建てる方針を示した。
日本万国博オーストラリア記念館を運営する財団法人日本万国博オーストラリア記念館は、2013年7月16日の四日市市市議会常任委員会での市の説明「引き取りは困難」に対する中日新聞の取材に「最終回答」と語り、2013年9月頃に開く財団の理事会で正式な取り壊しを決定するとした。運営する財団法人日本万国博オーストラリア記念館自体は、2013年11月末に解散して、継続団体は存在しないことを明確にしており、運営財団の解散に先立つ「日本万国博オーストラリア記念館の取り壊し決定」は、2013年9月頃の財団理事会で正式決定されることになった。そして2013年11月27日、財団より12月1日閉館、取り壊しの決定が発表された。

### 閉館後
閉館後の2014年（平成26年）2月19日の四日市市議会2月定例会では、「知事と市長の信頼関係があれば存続する手法も見つかったのではないか」という指摘が議員からなされた。これに対して市長は「知事との信頼関係云々ということではなく、老朽化に対する改修経費といった財政上の理由等から三重県においても引き取りを断念せざるを得なかった」と返答した。その後、2014年5月に解体工事の施工者募集が行われ、同年8月に解体された。同年9月12日の四日市市議会教育民生委員会協議会では、四日市市教育委員会が2018年（平成30年）に開催予定の全国高等学校総合体育大会のテニス競技会場として使用するために2017年（平成29年）度中にテニスコートをオーストラリア記念館跡地に建設する方針を表明した。
引き受け先が未定であった巨大カモノハシの模型などのオーストラリア記念館の展示品は、津市の歯科医が引き取ることとなり、私費で建設した「2005年万博記念 樋口友好ミュージアム」に展示されることとなった。
跡地には、四日市テニスセンター（旧・霞ヶ浦テニスコート）が開設された。

## 周辺の施設

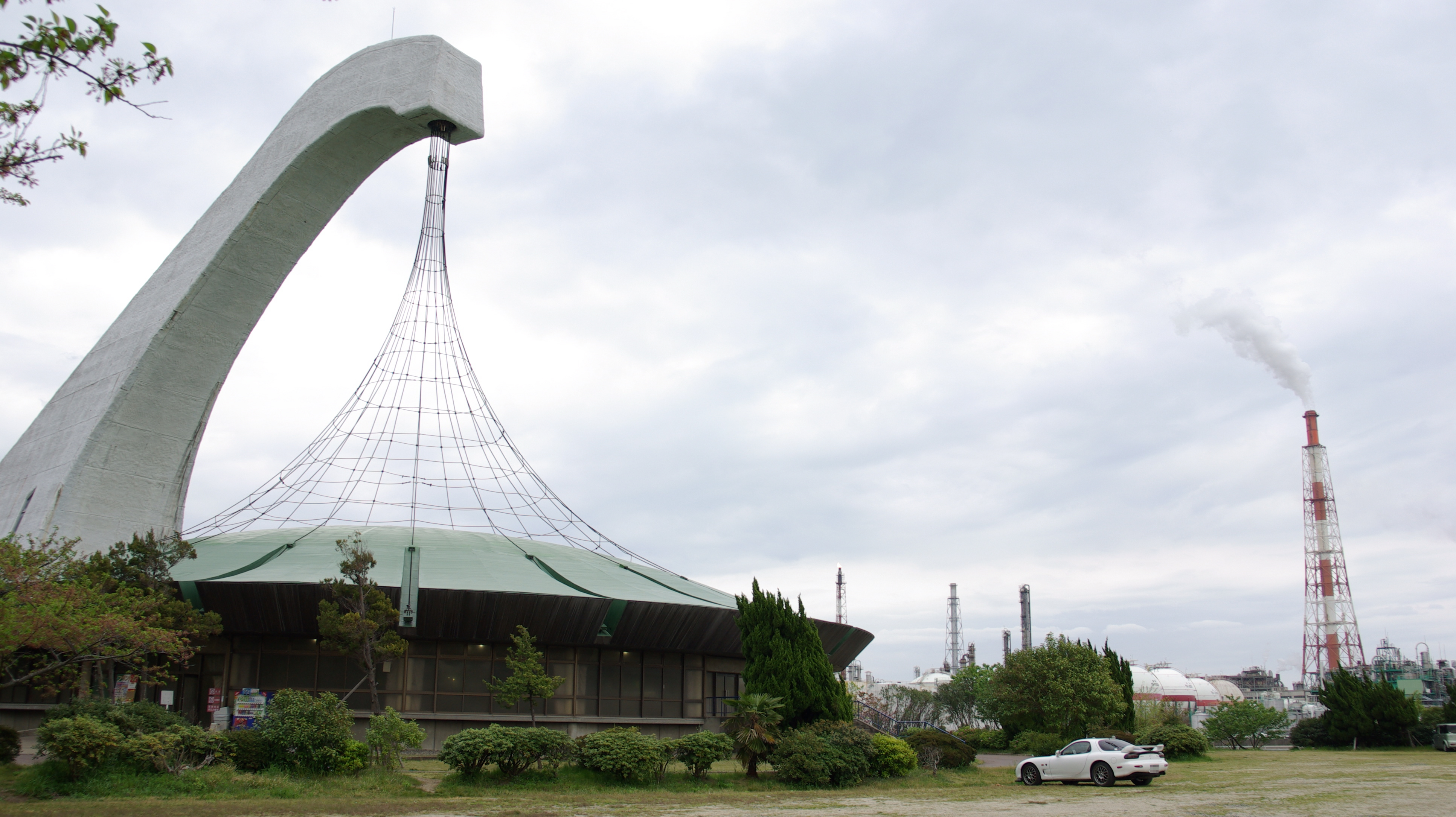
オーストラリア記念館と上野製薬四日市工場。2007年

立地していた霞ヶ浦緑地は、四日市コンビナート（霞ヶ浦地区）と住宅地の間に公害防止事業団（現環境再生保全機構）によって建設された緑地である。
- 四日市競輪場
- 四日市ドーム